# Португеза Сантіста
«Португеза Сантіста» – бразильський професійний футбольний клуб із міста Сантус, Сан-Паулу. Команда змагається в другому дівізіоні Ліги Пауліста штату Сан-Паулу.
Заснований у 1917 році місцевими нащадками португальців, їхня емблема і футбольна форма незмінно мають традиційні червно-зелені португальські кольори. Талісманом клубу є віслюк. Прізвисько «Бріоза» клуб отримав між 1918 і 1920 роками, коли брав участь у кількох аматорських футбольних фестивалях. «Бріоза» португальською мовою означає мужній, витончений.

## Історія
У листопаді 1914 року робітники з «Кар'єра Конторно» який знаходився неподалік району Жабакуара в Сантусі, з подивом спостерігали за матчем «Іспанського футбольного клубу». У захваті, робітники-португальці, почали обдумувати ідею заснувати власну команду, як це вже зробили місцеві іспанці, італійці, англійці та сирійці.
20 листопада 1917 року у перукарні Александра Коельо відбулася зустріч Маноеля Тавареса разом з іще п'ятнадцятьма ентузіастами, які вирішили заснувати клуб на честь Португалії. Назва, яку вони обрали, була «Associação Atlética Portuguesa» (укр. Португальська спортивна асоціація), а Ліну до Карму був обраний першим президентом клубу.
Перший матч клуб зіграв 5 грудня 1920 року, який вони перемогли «Футбольний Клуб Сіріо» з рахунком 6:0 на стадіоні «Ульріко Мурса».
У 1950 році «Португеза Сантіста» здійснила свою першу закордонну подорож. У Португалії клуб провів сім матчів, п'ять з яких виграв, а решту два – програв.
У 1959 році «Португеза Сантіста» вирушила на африканські території, які на той час перебували під владою Португалії. Граючи там проти клубів Анголи та Мозамбіку, команда виграла всі 15 матчів, які зіграла, забивши 75 голів і пропустивши лише 10. Завдяки такій чудовій грі «Португеза Сантіста» була нагороджена «Fita Azul do Futebol Brasileiro» (укр. Блакитна стрічка бразильського футболу) – це почесне звання, яким нагороджували футбольні клуби, які після міжнародних турів поверталися до Бразилії непереможеними.
У 1964 році «Португеза» виграла другий дивізіон Ліги Пауліста, отримавши підвищення до першого дивізіону на наступний рік.
У 1997 році клуб брав участь у Чемпіонаті Бразилії третьої ліги, але вилетів на першому етапі.
У 2004 році «Португеза Сантіста» брала участь у Кубку Бразилії, де вилетіла в першому раунді від футбольного клубу «15 Листопада» з міста Кампу-Бом штату Ріу-Гранді-ду-Сул.
«Португеза Сантіста» була першим молодіжним клубом Неймара, який станом на 2023 рік виступає за французький клуб «Парі Сен-Жермен» і збірну Бразилії.

## Досягнення
- Ліги Пауліста (А2)

 Золото (4): 1932, 1933, 1934, 1964
- Ліги Пауліста (B1)

 Золото (1): 2016
- Блакитна стрічка

 Золото (1): 1959

## Стадіон
Стадіон футбольного клубу «Португеза Сантіста»  — «Ульріко Мурса» (порт. Estádio Ulrico Mursa), побудований у 1920 році, з максимальною місткістю приблизно 7600 осіб.

## Відомі гравці
- Неймар
- Едіньйо